# Erlend Øye
Erlend Øye (Bergen, 21 de novembro de 1975) é um cantor e compositor norueguês, conhecido por formar, com Eirik Glambek Bøe, a banda Kings of Convenience. Também participa de outros projetos musicais como a banda The Whitest Boy Alive e o grupo La Comitiva, junto com amigos músicos da região da Sicília. Em carreira solo como DJ, lançou o álbum Unrest, em 2003, e um com remixes de Dj-Kicks, em 2004. Em 2014, lançou o álbum Legao, em parceria com a banda islandesa The Rainbows.
Em meados dos anos de 1990, formou uma banda chamada Skog, juntamente a alguns amigos. Depois, mudou-se para Londres, onde integrou a banda Peachfuzz em 1997. Quando ele estava de volta em Bergen em férias, encontrou Bøe, com quem formou o Kings of Convenience, em 1998, e posteriormente lançou seu primeiro álbum, Quiet is the New Loud, em 2001. Riot on an Empty Street foi o segundo álbum, lançado em 2004. O terceiro álbum, Declaration Of Dependence, veio em 2009. A partir daí, a dupla entrou em um hiato criativo e não lançou nenhuma música nova durante 12 anos, apesar de continuarem tocando e fazendo shows pelos 5 continentes. Em maio de 2021, Erlend e Eirik anunciaram o lançamento de seu  quarto álbum, Peace Or Love, contando com 11 novas músicas. 
Erlend interessou-se pela música eletrônica em 2002 e passou seus anos seguintes em Berlim ou viajando ao redor do mundo, gravando seu disco solo em dez cidades diferentes (incluindo Barcelona, Helsínquia, Roma, e Turku), com dez diferentes artistas da música eletrônica, tais como Metro Area, Prefuse 73 e Schneider TM.
Em 2004 fez um CD de remixes de DJ Kicks. Nele, incluem-se remixes de "Always on My Mind", "It's a Fine Day" (feita pelo famoso Opus III), Cornelius, e as suas próprias canções.
O projeto seguinte de Erlend Øye foi a banda The Whitest Boy Alive, que originalmente começou como eletrônica, mas que depois se tornou uma banda sem elementos programados. Erlend canta e toca violão. A banda lançou o primeiro single, Burning, em 24 de maio de 2006. O álbum, Dreams, foi lançado em 21 de junho de 2006, sob o seu rótulo Bubbles. Em 2009, foi lançado o segundo álbum da banda, Rules, contando com o single 1517, que alcançou relativo sucesso internacional.

## Discografia

### Álbuns
- Unrest (2003)
- Legao (2014)

### Mixes
- DJ-Kicks: Erlend Øye (2004)

### Singles
- Sudden Rush (2003)
- Sheltered Life (2003)
- The Black Keys Work (2004)

## Canções tendo Erlend Øye no vocal
- Remind Me - Röyksopp en Melody A.M. (2001)
- Poor Leno - Röyksopp en Melody A.M. (2001)
- Talco Uno - Jolly Music en Jolly Bar (2001)
- No Train To Stockholm - cover a Lee Hazlewood en Total Lee! The Songs of Lee Hazlewood (2002)
- Drop - Cornelius (KOC Remix) en Drop EP (2002)
- (This is) the Dream of Evan and Chan (Safety Scissors Remix)- Dntel en This is the Dream... EP (2002)
- Keep on Waiting - DJ Hell en NY Muscle (2003)
- For the Time Being - Phonique en Identification (2004)
- A Place In My Heart - Star You Star Me en A Place In My Heart EP (2004)
- Lessons In Love - Kaos en Hello Stranger (2005)
- Cool My Fire - Ada en Blondix 2 EP (2005)
- Sunlight's On The Other Side - Safety Scissors en Tainted Lunch (2005)
- Criticize (bajo el pseudónimo Orlando Occhio) - Marco Passarani en Sullen Look (2005)
- All the Way to China - James Figurine (también conocido como Jimmy Tamborello y Dntel, miembro de The Postal Service) en Mistake Mistake Mistake Mistake (2006)
- All Ears - Kompis en All Ears (Limited 7") (2006)
- Omstart - Cornelius en Sensuous (2006)
- Casualities - "Phonique" en Good Idea (2007)